# 笑う月
『笑う月』（わらうつき）は、安部公房の随筆集。17編の断片的な随筆・小品が収録されている。1971年（昭和46年）3・4月号から1975年（昭和50年）6月号にわたり、新潮社発行の雑誌『波』に44回連載の「周辺飛行」から、自身の見た夢の内容を語った16編を安部自らが選び編集して、新稿「笑う月」を加え、1975年（昭和50年）11月25日に新潮社より刊行された。文庫版は新潮文庫で刊行されている。

## 内容
表題作「笑う月」は、安部公房が小学生の頃から何度も見る夢の話である。花王石鹸（後の花王）の商標を正面から見たような顔で、大きく裂けた非情な薄い唇で笑っているオレンジ色の満月に追いかけられる夢の話から、睡眠と意識について考え、以下のような一節が綴られている。

## おもな刊行本
- 掌編集『笑う月』（新潮社、1975年11月25日）
  - 装幀・挿絵：安部真知。布装。函入。
  - 収録作品：「睡眠誘導術」、「笑う月」、「たとえば、タブの研究」、「発想の種子」、｢藤野君のこと｣、｢蓄音器」、「ワラゲン考」、「アリスのカメラ」、「シャボン玉の皮」、「ある芸術家の肖像」、「阿波環状線の夢」、「案内人」、「自己犠牲」、「空飛ぶ男」、「鞄」、「公然の秘密」、「密会」
- 文庫版『笑う月』（新潮文庫、1984年7月25日）
  - 装幀・挿絵：安部真知。
  - 収録作品は初版と同じ。
  - 装幀を刷新し2014年9月に改版。